# Большаков, Сергей Петрович
Сергей Петрович Большаков (3 декабря 1918, Долматово, Северо-Двинская губерния — 4 июня 1960, Николаев) — капитан Рабоче-крестьянской Красной Армии, участник Великой Отечественной войны, Герой Советского Союза (1945).

## Биография
Сергей Большаков родился 3 декабря 1918 года в деревне Долматово (ныне — Кичменгско-Городецкий район Вологодской области) в семье крестьянина. Работал бухгалтером, в 1934 году окончил кооперативный техникум в Великом Устюге. В 1939 году был призван на службу в Рабоче-крестьянскую Красную Армию. С июня 1941 года — на фронтах Великой Отечественной войны. В 1943 году вступил в ВКП(б). К февралю 1945 года старший лейтенант Сергей Большаков командовал батареей 426-го истребительно-противотанкового артиллерийского полка 6-й истребительно-противотанковой артиллерийской бригады 38-й армии 4-го Украинского фронта. Отличился во время освобождения Польши.
В начале февраля 1945 года батарея Большакова форсировала Вислу и заняла позиции на западной окраине польского города Струмень. 11-14 февраля батарея успешно отражала контратаки немецких войск, уничтожив 5 танков противника. Когда отряд немецких автоматчиков прорвался к позициям, Большаков поднял своих бойцов в атаку и отбил нападение.
Указом Президиума Верховного Совета СССР от 23 мая 1945 года за «мужество и героизм, проявленные при форсировании Вислы и удержании плацдарма на её западном берегу» старший лейтенант Сергей Большаков был удостоен высокого звания Героя Советского Союза с вручением ордена Ленина и медали «Золотая Звезда» за номером 7680.
После окончания войны в звании капитана Большаков был уволен в запас. Проживал во Владимире-Волынском, был заведующим райторготделом. Позднее переехал в Николаев. Умер 4 июня 1960 года, похоронен в городском некрополе Николаева.
Был также награждён орденами Красного Знамени, Александра Невского, Отечественной войны 2-й степени, Красной Звезды, а также рядом медалей. В Николаеве и Кичменгском Городке установлены бюсты Большакова.